# Высоцкий, Михаил Иосифович
Михаи́л Ио́сифович Высо́цкий (род. 19 апреля 1954, Москва) — российский физик-теоретик, член-корреспондент РАН (2003), профессор кафедры физики элементарных частиц МФТИ, преподаватель.

## Биография
В 1971—1977 обучался в Московском физико-техническом институте на факультете Общей и прикладной физики (ФОПФ) по специальности «Экспериментальная ядерная физика».
С 1996 — старший научный сотрудник.
С 1994 года доктор физико-математических наук, диссертация «Радиационные поправки в стандартной модели и магнитный момент нейтрино».
В 2002 году присвоено ученое звание профессора.
Член-корреспондент Российской академии наук c 22 мая 2003 по Отделению физических наук (секция ядерной физики).
Преподает и сотрудничает в:
- Московский физико-технический институт, профессор.
- Национальный исследовательский университет «Высшая школа экономики» (НИУ ВШЭ), профессор[1].
- ИТЭФ им. А. И. Алиханова НИЦ «Курчатовский институт», главный научный сотрудник, заведующий лабораторией теории элементарных частиц[2].

Участие в редакционных коллегиях ведущих научных журналов:
- С 2005 года — член редколлегии журнала «Ядерная физика».
- С 2015 года — член редколлегии журнала «Успехи физических наук».

## Исследования
Высоцкий М. И. является признанным специалистом в области теоретической физики. Основные направления исследований М. И. Высоцкого — космология и астрофизика, физика нейтрино, пертурбативная квантовая хромодинамика, радиационные поправки в Стандартной Модели. Имеет приоритет в вычислении в Стандартной Модели амплитуды перехода M0- для тяжелого t-кварка, описывающей CP-нарушение в смешивании K-мезонов и разность масс Bd и Bs мезонов. Автор гипотезы о магнитном моменте электронного нейтрино, объясняющая возможную временную корреляцию потока солнечных нейтрино с активностью Солнца. В работе из ограничения на плотность материи во Вселенной им получено нижнее ограничение на массу тяжелого слабовзаимодействующего фермиона. Работы в области Стандартной Модели и её расширений, в том числе путём сравнения формул электрослабой теории для наблюдаемых величин с учётом радиационных поправок, полученных на основе оптимального выбора борновского приближения.

## Общественная позиция
В феврале 2022 подписал открытое письмо российских учёных и научных журналистов с осуждением вторжения России на Украину и призывом вывести российские войска с украинской территории.

## Работы
- Cosmological restriction on neutral Lepton masses M.I. Vysotsky, Y.B. Zeldovich, A.D. Dolgov JETP Lett. 26, 200—202 1977
- K0 anti-K0 TRANSITION IN THE STANDARD SU (3) x SU (2) x U (1) MODEL M.I. Vysotsky Sov. J. Nucl. Phys. 31 (ITEP-121-1979), 797 1979
- Form factors of heavy mesons in QCD M.A. Shifman, M.I. Vysotsky Nuclear Physics B 186 (3), р. 475—518 1981
- Cosmological problems for spontaneously broken supergravity A.S. Goncharov, A.D. Linde, M.I. Vysotsky Physics Letters B 147 (4-5), р. 279—283 1984
- On the electroweak one-loop corrections V.A. Novikov, L.B. Okun, M.I. Vysotsky Nuclear Physics B 397 (1-2), р. 35-83 1993
- Extra quark-lepton generations and precision measurements M. Maltoni, V.A. Novikov, L.B. Okun, A.N. Rozanov, M.I. Vysotsky Physics Letters B 476 (1-2), р. 107—115 2000
- Extra generations and discrepancies of electroweak precision data V.A. Novikov, L.B. Okun, A.N. Rozanov, M.I. Vysotsky Physics Letters B 529 (1-2), р. 111—116 2002
- Modification of Coulomb law and energy levels of the hydrogen atom in a superstrong magnetic field B. Machet, M.I. Vysotsky Physical Review D 83 (2), 025022 2011